# 卡爾·亞歷山大·克拉克
卡爾·亞歷山大·克拉克（瑞典語：Carl Alexander Clerck，1709年—1765年7月22日）是一名瑞典昆蟲學家和蛛形動物學家。
克拉克出身於小貴族家庭，1726年進入烏普薩拉大學就讀。人們對他的學業知之甚少；雖然他與卡爾·林奈同時代，但不知道他在烏普薩拉大學期間是否與林奈有過接觸。由於經濟拮据，他不得不提前離開大學，進入政府部門工作，後來在斯德哥爾摩市行政部門工作。

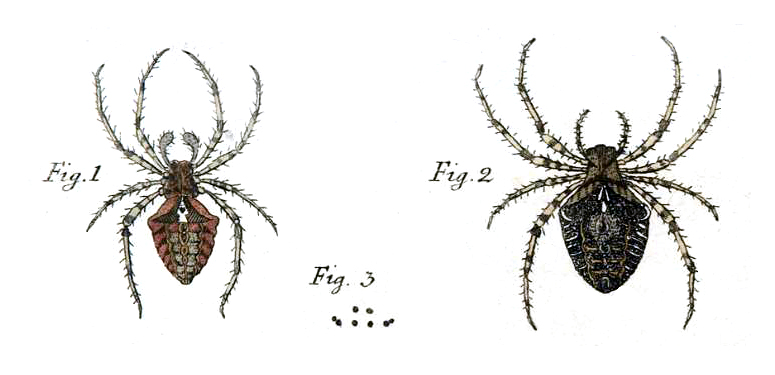
克拉克的《瑞典蜘蛛》第一版上的雌雄有角園蛛原圖

1739年，他在斯德哥爾摩參加了林奈的一次講座，受此影響，他對自然史的興趣似乎更加成熟。在接下來的幾年裡，他收集了許多蜘蛛並將其分類，連同對蜘蛛形態和行為的一般性觀察結果一起發表在他的《瑞典蜘蛛》（1757年）一書中。他也開始出版《Icones insectorum rariorum》，這是一系列詳細但未加註釋的圖版，展示了眾多蝴蝶種類，但由於克拉克的去世，該書在第三分冊（1766年）後未完成。

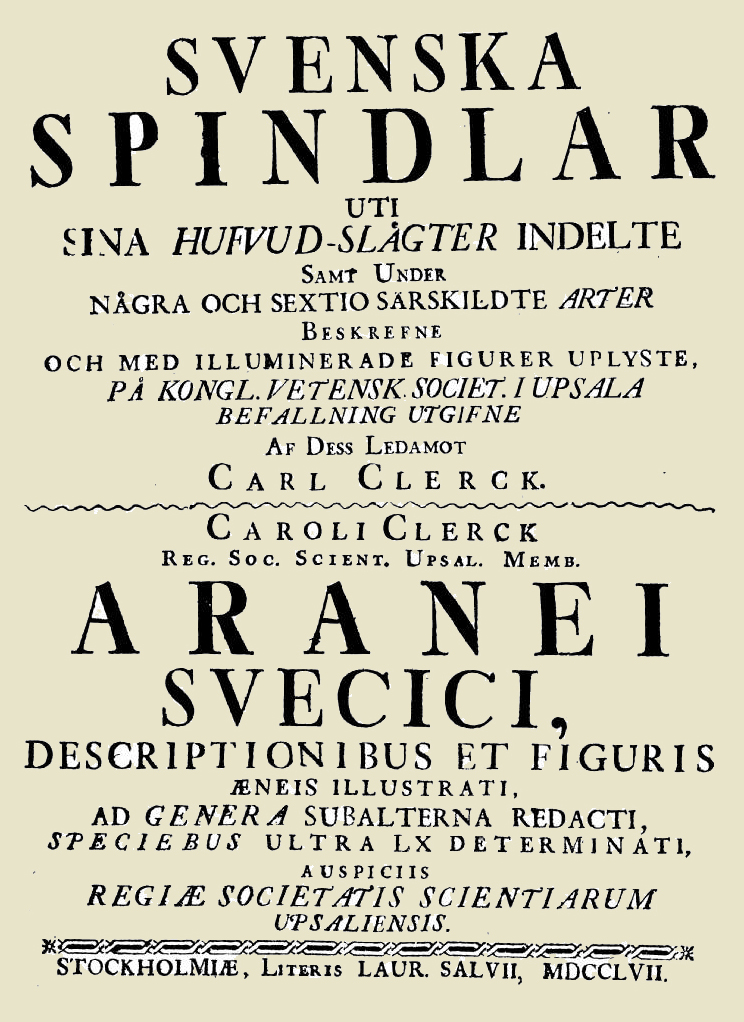
克拉克1757年版《瑞典蜘蛛》扉頁

由於克拉克在《瑞典蜘蛛》一書中對蜘蛛物種進行了非常詳盡的研究，因此克拉克提出的學名（林奈在1758年出版的《自然系統》中採用了這些學名，只是稍作修改）歷來被蛛形動物學家認定為雙名和可用學名，後來《國際動物命名規約》也正式承認了這一點。這意味著在有疑問的情況下，克拉克1757年著作中蜘蛛名稱的拼寫優先於林奈1758年提出的拼寫（例如鬼蛛屬為「Araneus」而不是「Aranea」），克拉克的蜘蛛是現代動物學中第一批在林奈系統中獲得可用學名的動物。第一個在二名系統中獲得可用名稱的物種的名稱是有角園蛛（Araneus angulatus）。
他最後成為林奈的朋友和通訊員，林奈非常欣賞他的工作。在林奈的資助下，他於1756年獲選為烏普薩拉皇家科學學會會士，1764年獲選為瑞典皇家科學院院士。
克拉克的收藏現存於瑞典國家自然歷史博物館。

## 外部連結
- Svenska spindlar Online at GDZ （页面存档备份，存于）